# Impaktovaný časopis
Impaktovaný časopis je časopis, který má v rámci databáze Web of Science Institutu pro vědecké informace (Institute for Scientific Information - ISI) přidělen impakt faktor, což je hodnota vyjadřující průměrnou míru citovanosti všech článků a příspěvků publikovaných v daném časopisu v předchozích dvou letech v roce aktuálním. Z hlediska prestiže jednotlivých typů časopisů jsou tak mezi nerecenzovanými odbornými časopisy i recenzovanými odbornými časopisy impaktované časopisy obecně považovány za nejprestižnější. Dá se tak teoreticky předpokládat, že články v nich obsažené zastupují informační jádro příslušného oboru a jsou tak teoreticky tím nejdůležitějším, co je nebo bylo v daném oboru (o určité problematice) publikováno.